# Soucy (Yonne)
 Soucy  es una comuna y población de Francia, en la región de Borgoña, departamento de Yonne, en el distrito de Sens y cantón de Sens-Nord-Est.
Su población en el censo de 1999 era de 1.339 habitantes.
No está integrada en ninguna Communauté de communes u organismo similar.

## Demografía
| 601 | 598 | 807 | 1187 | 1316 | 1339 |
| Para los censos de 1962 a 1999 la población legal corresponde a la población sin duplicidades (Fuente: INSEE [Consultar]) |     |     |      |      |      |